# Círculo de Bellas Artes
El Círculo de Bellas Artes (CBA) es una entidad cultural privada sin ánimo de lucro con sede en la madrileña calle Alcalá, en Madrid. Fundada en 1880, desde 1921 está declarada “Centro de Protección de las Bellas Artes y de Utilidad Pública”. Es un centro multidisciplinar, ya que en él se desarrollan actividades que abarcan desde las artes plásticas hasta la literatura pasando por la ciencia, la música, la filosofía, el cine o las artes escénicas. Desde su creación ha desarrollado una importante labor de alcance internacional en el campo de la creación, la difusión y la gestión cultural, siendo uno de los centros culturales privados más importantes de Europa. Es miembro fundacional de la European Alliance of Academies desde octubre de 2020.

## Historia

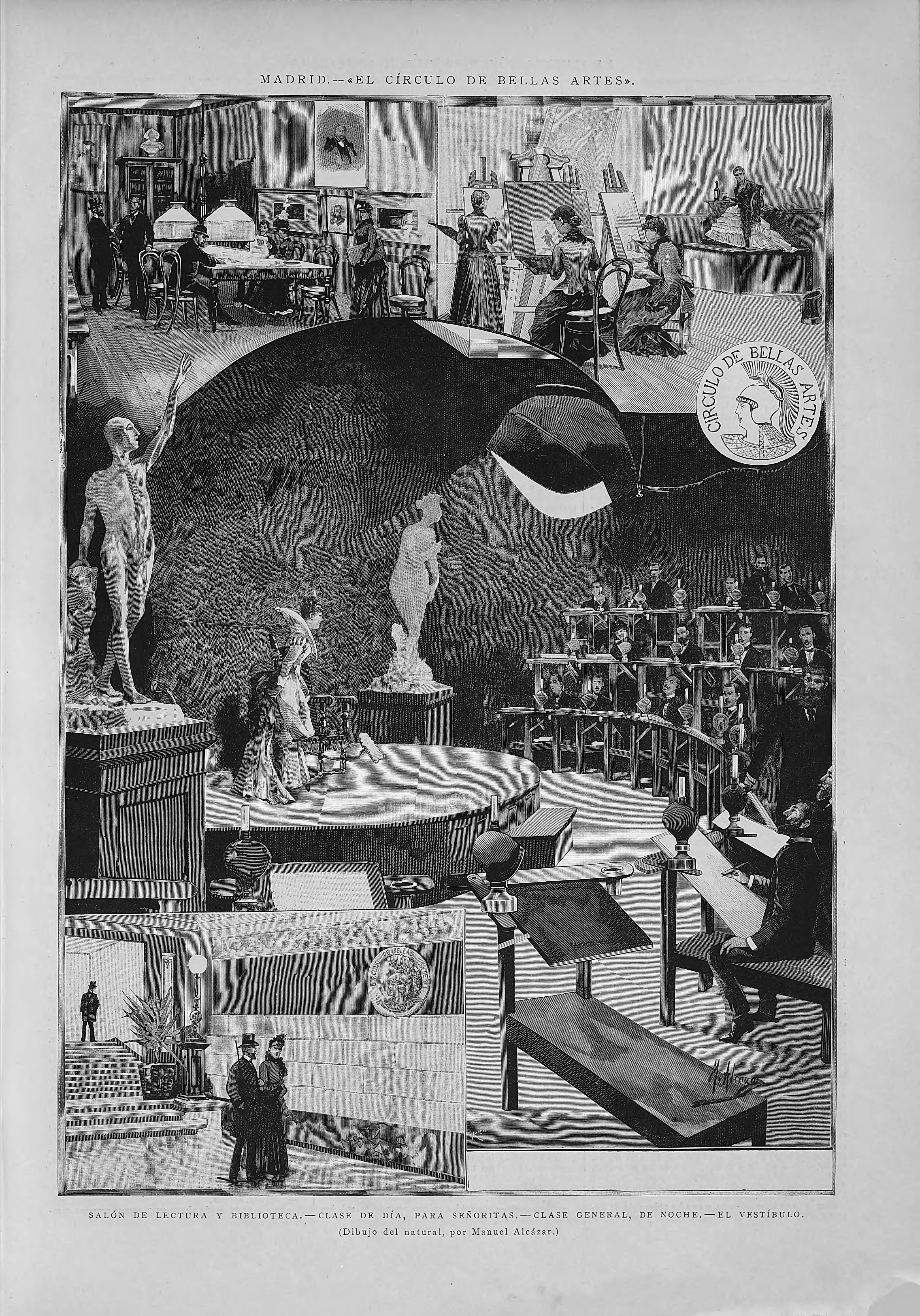
El Círculo de Bellas Artes por Manuel Alcázar.

El CBA se fundó en abril de 1880 gracias a los esfuerzos de un reducido grupo de artistas. Su reglamento había quedado aprobado el 28 de diciembre de 1879 y la primera sede de la organización habría ocupado el número 5 de la calle del Barquillo.
Su primer presidente fue el pintor Juan José Martínez de Espinosa. En la última década del siglo XIX, el Círculo atravesó momentos de penuria económica. La organización, que hizo fortuna en sus primeras décadas con el negocio del juego, se instaló en 1926 en un edificio en la calle de Alcalá proyectado por Antonio Palacios.
Durante los primeros años del siglo XX, pasaron por la directiva de la institución personajes relevantes de la vida social y cultural de la época –como el Premio Nobel Jacinto Benavente o el comediógrafo Carlos Arniches–, mientras el joven Picasso asistía como alumno a sus clases de pintura y Ramón María del Valle-Inclán frecuentaba sus salones.
La Guerra Civil provocó la suspensión de sus actividades, y el Círculo de Bellas Artes se convirtió en un lugar de detención del Comité Provincial de Investigación Pública (CPIP), lo que entonces se conocía como una checa. Tras el conflicto, también albergó durante un tiempo la sede del Servicio Exterior de la Falange.
No fue hasta 1983 cuando el Círculo de Bellas Artes fue refundado gracias a la Asociación de Artistas Plásticos. Desde entonces, se ha abierto al público madrileño y a las corrientes culturales internacionales. En este mismo año, ante la decadencia de sus actividades y la crítica situación económica, se produjo un proceso de refundación del CBA liderado por la Asociación de Artistas Plásticos, que agrupaba a distintos creadores españoles, con el apoyo del PSOE, que acababa de ganar las elecciones generales el año anterior. Así, se constituyó en el CBA una nueva Junta Directiva compuesta por reputados profesionales de todos los sectores culturales, con la presidencia del escultor Martín Chirino, y vocales los creadores Juan Genovés, Amalia Avia, Pedro García Ramos, Marisa González, Lucio Muñoz, Rafael Canogar, Tomás Marco, Basilio Martin Patino, Josefina Molina, María Montero, Concha Hermosilla, Mario Camús, Francisco Calvo Serraller, Fernando González Delgado, José Luis Fajardo, Carlos Román, Fermín Cabal. Se abrió al público madrileño y a las corrientes culturales internacionales e inició un proceso de expansión y reorganización. Las actividades más destacadas del CBA durante los años 80 fueron, entre otras, la creación de los Festivales Internacionales de Vídeo en los años 1984 y 1986, la implantación de los Talleres de Arte Actual impartidos por artistas plásticos de reconocido prestigio y las actividades que se llevaron a cabo en el ámbito de las artes escénicas, a través de Teatros del Círculo (1984-1989). A partir de los 90, toman el relevo otras actividades, especialmente las relacionadas con las artes plásticas y visuales. 
Su sede actual se encuentra en calle de Alcalá n.º 42, 28014 Madrid, España.

## Patrimonio

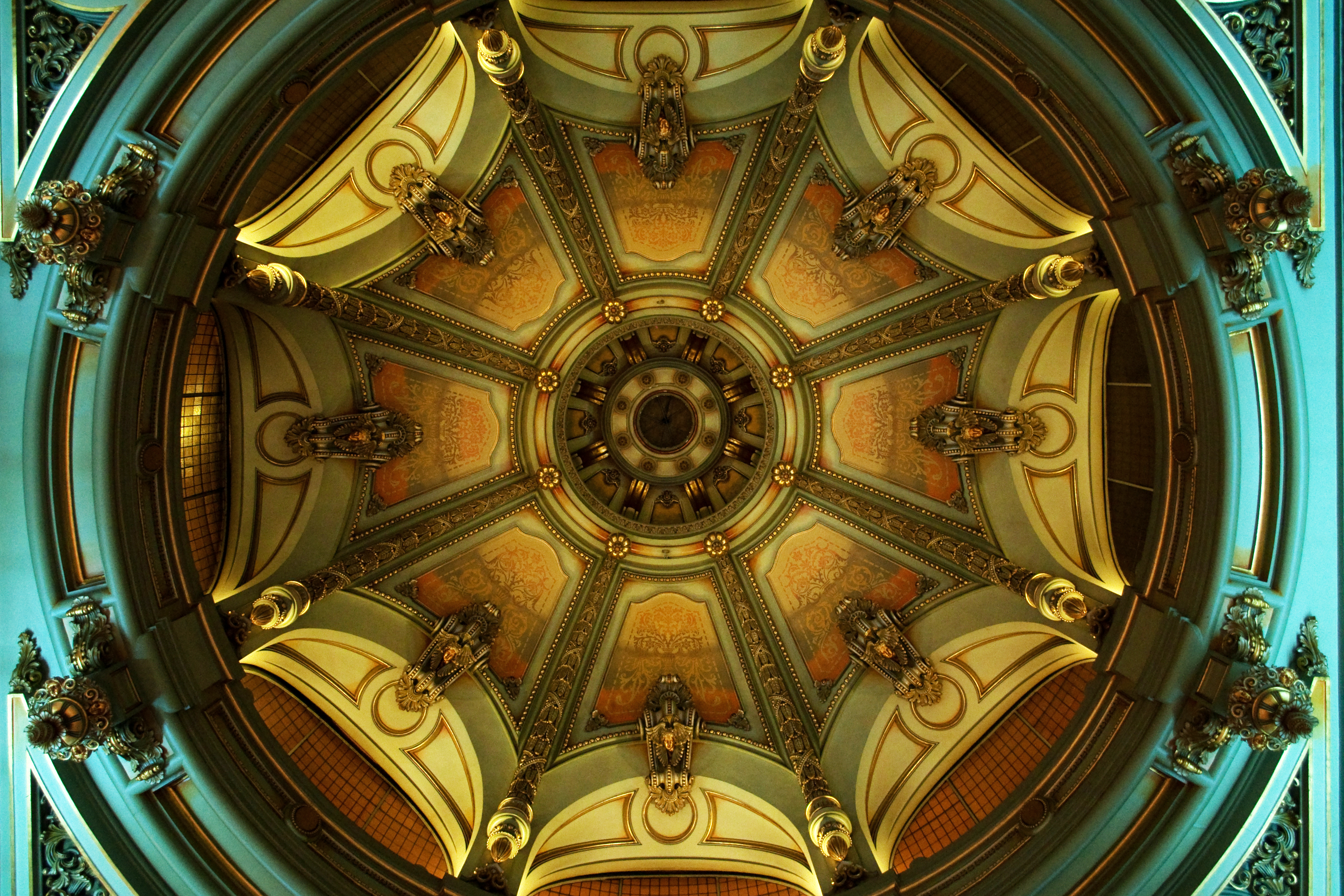
La Cúpula del Salón de Baile.

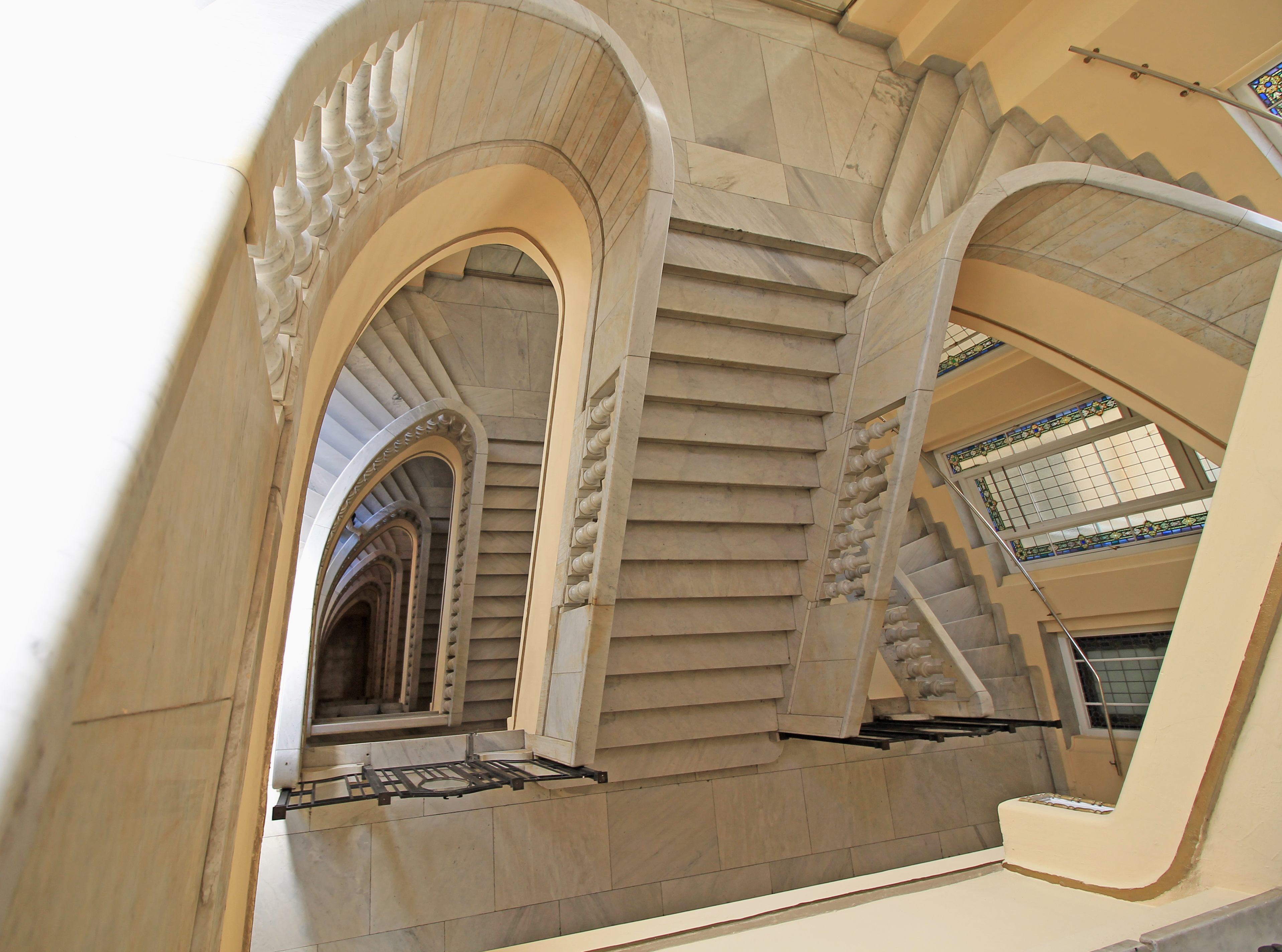
Escaleras del CBA.

Las diversas actividades que a lo largo del tiempo han tenido lugar en el CBA han generado un importante y variado fondo patrimonial.
La sede del CBA, obra del arquitecto Antonio Palacios, posee un enorme valor arquitectónico. Destaca entre los edificios colindantes por su imagen urbana y monumental, su ecléctica volumetría y el espectacular tratamiento de sus fachadas, cuya ornamentación corrió a cargo de conocidos artistas de la época.
Por otro lado, el CBA cuenta con un considerable patrimonio artístico: más de 1200 piezas de pintura, escultura, grabado, dibujo y cerámica, así como numerosos objetos de mobiliario. A su vez, el fondo bibliográfico y documental del CBA contiene el legado de la galerista Juana Mordó con más de 3000 libros y una colección de 150 libros autógrafos. Además, el CBA cuenta con un gran fondo de revistas de temática artística y una notable colección de documentos históricos. 

Otra de las tradiciones que alberga el Círculo es el anual baile de máscaras, que comenzó a popularizarse en Madrid hacia 1881, terminó por establecer oficialmente su sede en el CBA en 1927. En ese momento, se convirtió en una ocasión para desarrollar una actividad artística paralela, con concursos de carteles que elegían a un artista que sería la imagen del CBA para el año siguiente. El primer elegido fue el pintor Cecilio Plá. En 1931, el pintor Francisco Ribera Gómez fue elegido a su vez. El evento se organiza nuevamente desde 1984.  

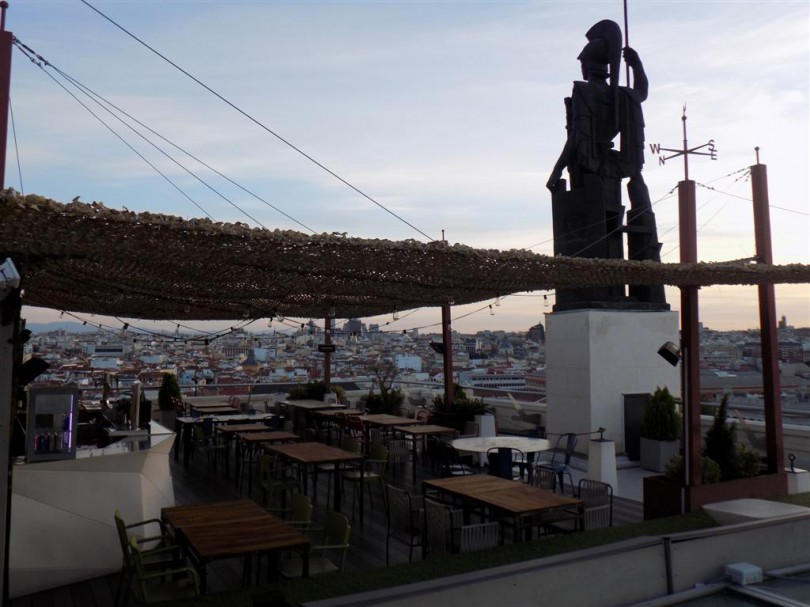
Azotea del Círculo de Bellas Artes.

## Programación cultural
El objetivo principal del CBA es difundir las principales manifestaciones artísticas y culturales desde una perspectiva plural. En el centro tienen lugar alrededor de mil actos anuales coordinados por las diferentes áreas: exposiciones, conferencias, seminarios, talleres, conciertos, representaciones de teatro y danza, publicaciones, cine, etc.
- Humanidades y Ciencia

El CBA organiza encuentros, conferencias, mesas redondas, congresos y presentaciones de libros sobre temas relacionados con la literatura, la política, la ciencia y el pensamiento.

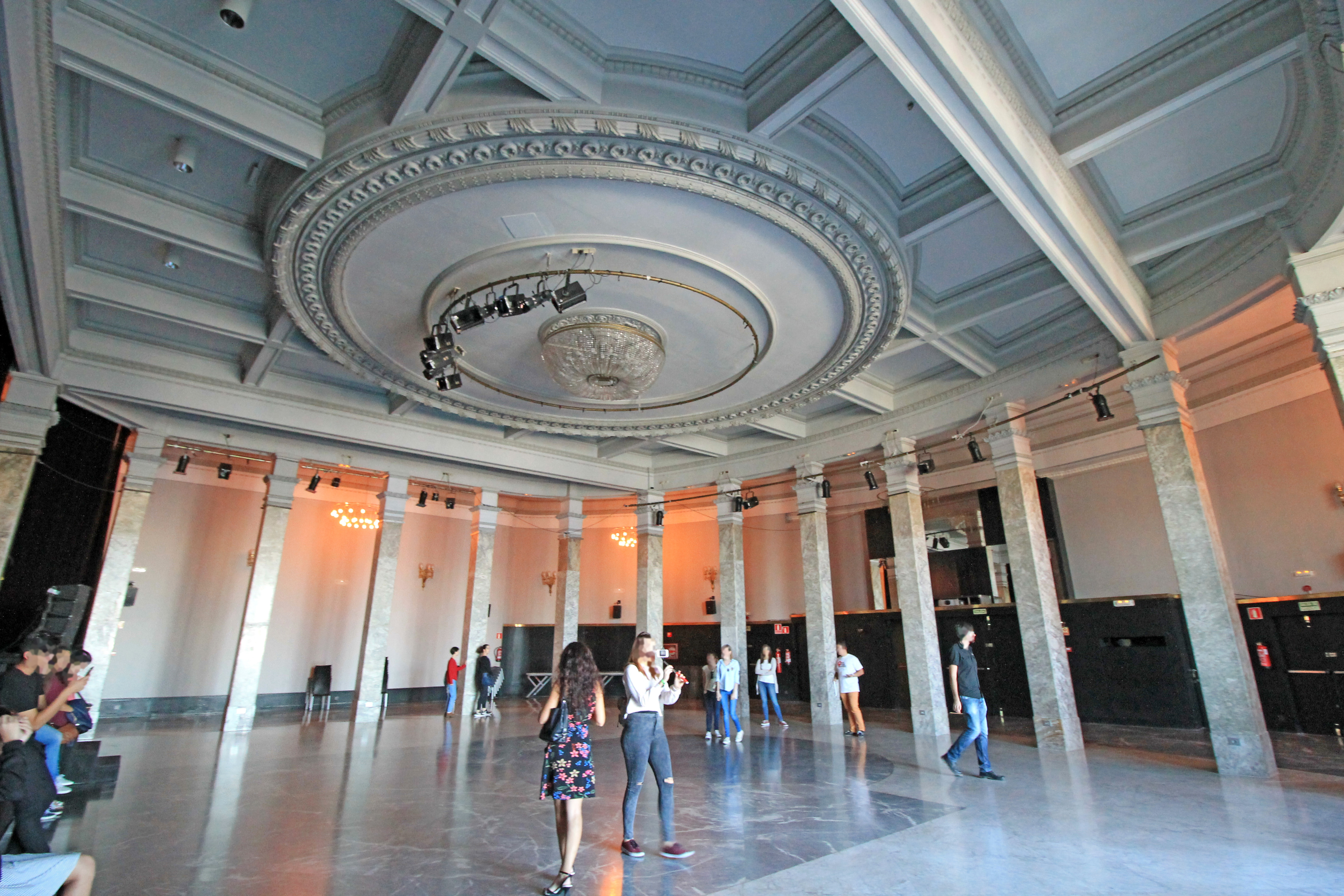
La llamada Sala de Columnas.

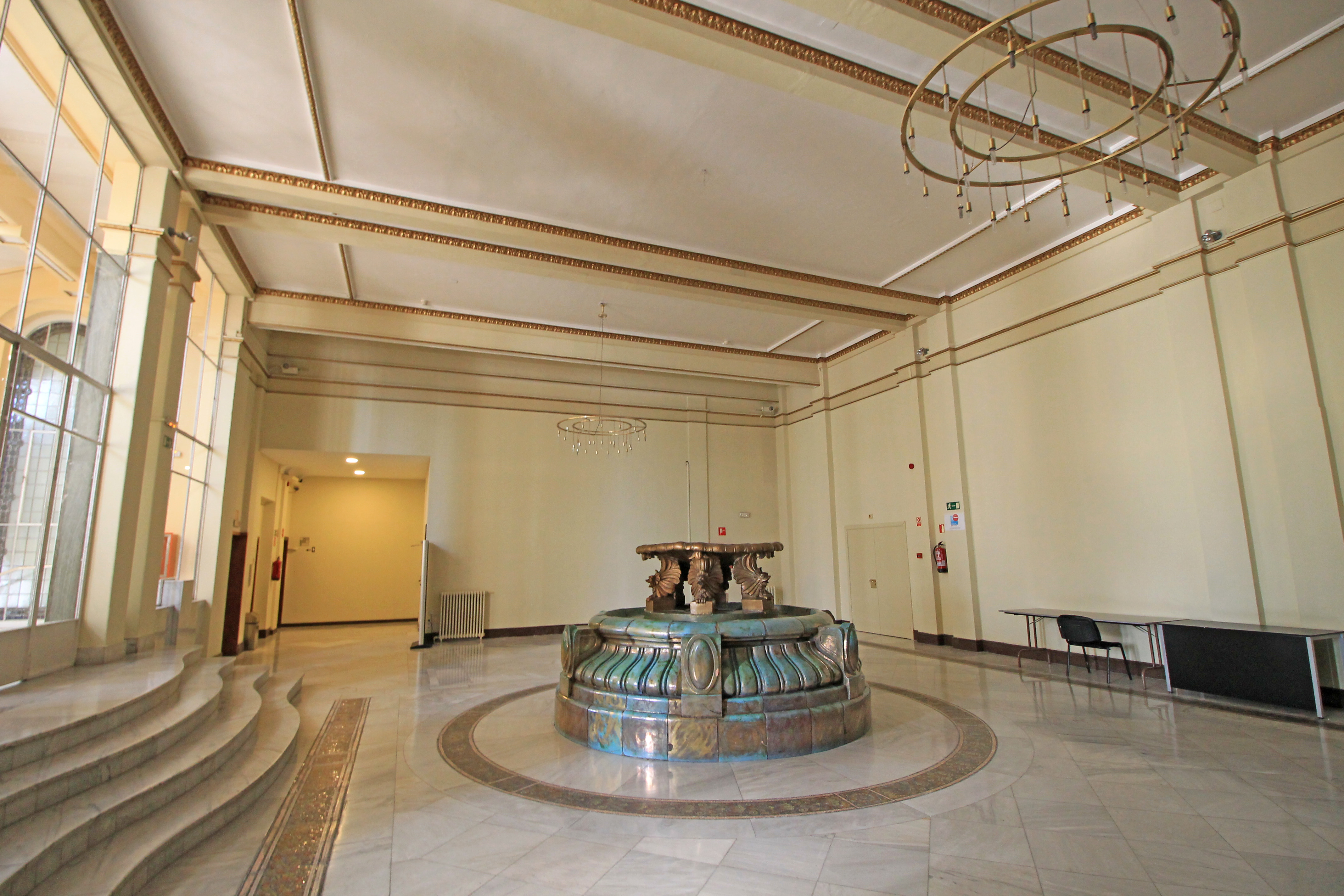
La sala llamada Fuentecilla.

- Artes Escénicas: Teatro, Música y Danza

El CBA organiza toda clase de conciertos, muestras de teatro y danza, certámenes, lecturas dramatizadas y recitales, entre otras expresiones artísticas. Cuenta para ello con una sala de teatro: la Sala Fernando de Rojas.
- Artes Visuales

Las exposiciones de dibujo, pintura, escultura, grabado, instalaciones, fotografía, arte digital, cerámica, performances y otras manifestaciones actuales de las artes visuales tienen lugar en sus cuatro salas de exposiciones: Picasso, Minerva, Goya y Juana Mordó.
- Cine - Estudio

En el Cine-Estudio del CBA se proyectan ciclos de películas de variados géneros y procedencias y se celebran coloquios con personalidades relacionadas con el mundo del cine.
- Edición y Producciones Audiovisuales

El CBA edita los catálogos que acompañan las exposiciones de artes plásticas que organiza, también publica obras de producción propia y otras basadas en conferencias, recitales o encuentros celebrados en su sede. Además edita la revista Minerva que trata de recopilar las manifestaciones culturales que van aconteciendo en el CBA con entrevistas y reportajes, y documentales de producción propia. En febrero de 2007, el CBA editó el primer documental y el primer libro con licencia 2.5 Creative Commons. La revista Minerva también se edita parcialmente con esta licencia.
- Formación y talleres

Desde 1983 el CBA organiza los Talleres de Arte Actual, procedentes de los llamados «talleres libres» que existían en el Circulo ya desde finales del siglo XIX, constituyendo espacios alternativos para la práctica artística, que funcionaban de forma totalmente independiente y al margen de las escuelas oficiales. Más adelante, en 1983, fomentados por destacados artistas vinculados a la junta directiva presidida por Martín Chirino, son creados los Talleres de Arte Actual, con el objetivo de recuperar el espíritu de los talleres cuatrocentistas como espacios libres de creación. En ellos, artistas de reconocido prestigio imparten docencia durante un periodo breve e intensivo (cuatro semanas, aproximadamente), fomentando el aprendizaje directo y la experimentación. Además, se acogen en este espacio semanalmente otros seminarios y talleres especializados para niños y adultos.
- Centro de Documentación

El CBA trabaja en recuperar su memoria histórica y su patrimonio, así como en gestionar los fondos de su biblioteca especializada en materias artísticas, historia y literatura.
- Radio Círculo

El CBA cuenta con su propia emisora de radio (radiocirculo.es) donde se retransmiten programas propios que realiza el equipo del centro y programas de colaboradores externos, que tratan sobre las actividades del CBA y sobre la actualidad del mundo de la cultura. Actualmente solo emite por internet.

## Organización y financiación
El presidente y la Junta Directiva son los encargados de escoger la plantilla de empleados al frente de la cual se encuentra el director de la institución. Desde el año 1995, Juan Miguel Hernández León es el presidente de la institución y, desde el año 2019, el filósofo Valerio Rocco Lozano ejerce como director de la misma.

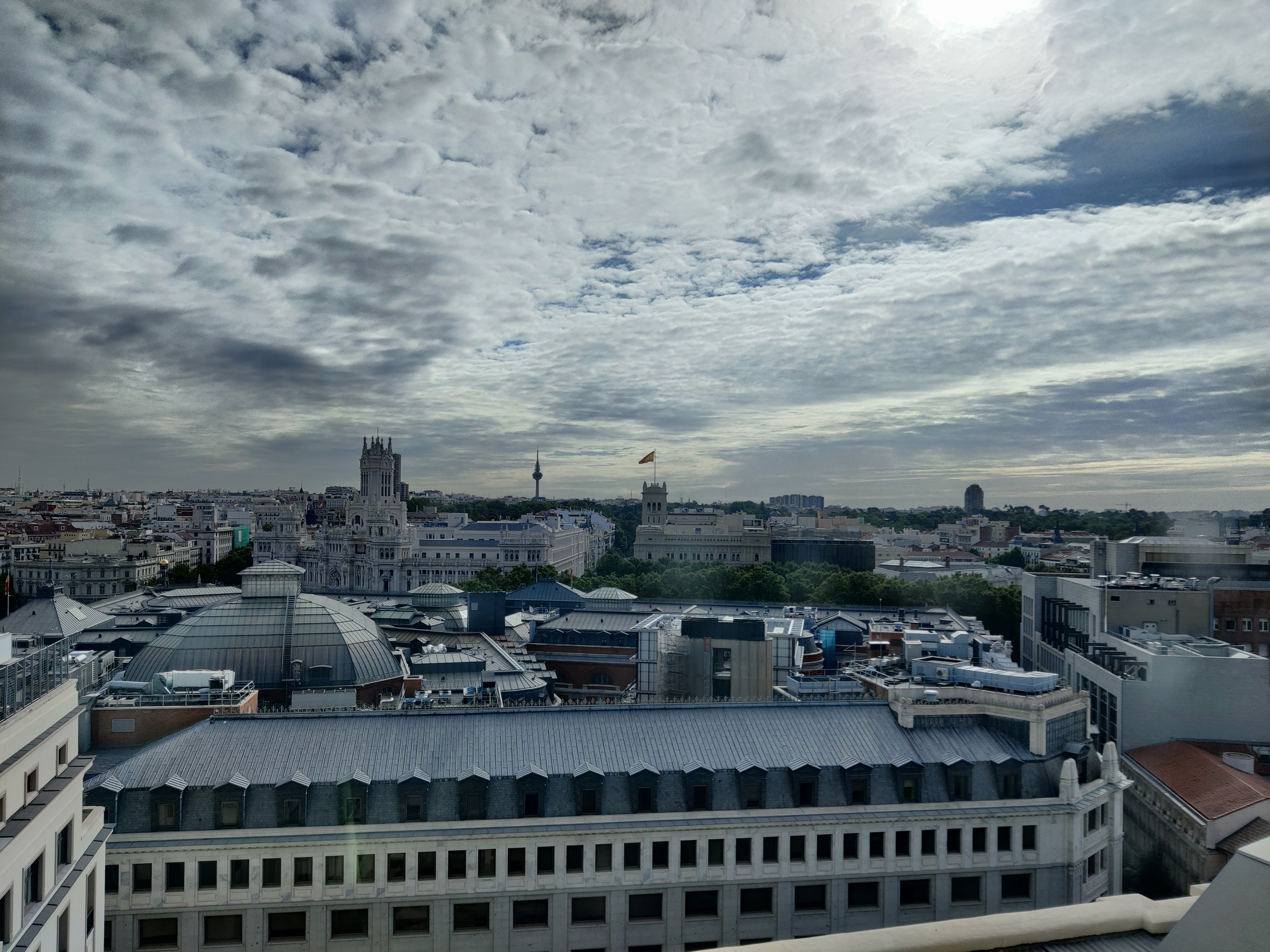
Vistas desde la Azotea

La financiación del CBA es mixta. Por un lado existe un Consorcio cuyos miembros realizan distintas aportaciones económicas a la entidad y que en la actualidad está integrado por la Comunidad de Madrid, el Ministerio de Educación, Cultura y Deporte, el Ayuntamiento de Madrid, Vilaplana, Ephimera, Mediapro y el Grupo Azotea. Por otro lado, el CBA acuerda colaboraciones y convenios específicos con otras instituciones públicas y empresas privadas nacionales o internacionales.
Por otro lado, el CBA cuenta con un servicio de alquiler de espacios para entidades culturales que organizan eventos, cuya oferta cuenta con con 15.000 metros cuadrados de superficie, que incluyen cuatro salas de exposiciones, una planta dedicada a talleres, seis salas polivalentes, una biblioteca, una sala de billar y juegos, un teatro, dos salas históricas —el Salón de Baile y la Sala de Columnas—, un cine, una emisora de radio, una librería y un amplio café-restaurante conocido popularmente como La Pecera.

## Conmemoraciones
Desde 1991, el CBA ha galardonado con su Medalla de Oro la labor de creadores como Fernando Arrabal, Francisco Umbral, Carmen Martín Gaite, Günter Grass, María Tereza Montoya, Álvaro Siza, Alicia Alonso, Antonio Saura, Carlos Fuentes, Antoni Tàpies, Jean Baudrillard, Massimo Cacciari, Elías Querejeta, Ana María Matute, Manoel de Oliveira, Agustín Ibarrola y Luis de Pablo, John Berger, Antonio Gamoneda, Carles Santos, Michael Haneke, Raimon, Fredric Jameson, Jordi Savall, Salman Rushdie, Gonzalo Suárez, Georges Didi-Huberman, Aki Kaurismäki, Slavoj Žižek, Teresa Berganza, Javier Solana, Gianni Vattimo, Eduardo Souto de Moura, Antonio Scurati, Andrés Rábago García.
Asimismo, el CBA reconoce la labor de mecenazgo de aquellas instituciones culturales, empresas o fundaciones que hayan colaborado estrechamente con la institución entregándoles las Minervas del CBA. En el 2005 recibieron la Minerva PhotoEspaña, la Fundación Bancaja y el Goethe-Institut.

## Premios
- 1921 Asociación declarada "Centro de Protección a las Bellas Artes y de Utilidad Pública"
- 1980 Medalla de Oro al Mérito en las Bellas Artes del Ministerio de Cultura y de la Real Academia de Bellas Artes de San Fernando.
- 1981 Medalla de Oro de Unicef.
- 1999 Premio Liber a la promoción del libro y la lectura (Federación del Gremio de Editores de España).
- 2002 Medalla de Oro del Ayuntamiento de Madrid.
- 2005 Medalla de Oro de la Comunidad de Madrid por la trayectoria cultural del Círculo de Bellas Artes en su 125 Aniversario.